# Jumping All Over the World (singolo)
Jumping All Over the World è una canzone del gruppo musicale tedesco Scooter, tratta dal loro omonimo e tredicesimo album in studio, Jumping All Over the World (2007). Nel Regno Unito, è stato il singolo del gruppo con la posizione più alta in classifica degli ultimi cinque anni, raggiungendo la posizione numero 28 nella UK Singles Chart. La versione radiofonica della canzone presenta una strofa aggiuntiva, un'apertura modificata e un coro aggiunto vicino alla fine della canzone. Questo differisce dalla versione dell'album che ha solo una strofa e nessun coro.

## Campioni utilizzati
- La melodia di quattro battute (suonata a due diversi intervalli nella canzone) è basata sulla traccia hardstyle "Rock Civilization" di Headhunterz, pubblicata nel giugno 2007.[1]
- "Jumping All Over the World" è basata su un campione della canzone "A Glass Of Champagne" scritta da Georg Kajanus per il gruppo pop Sailor, tratta dal loro album del 1975 Trouble.
- "B.O.B." campiona "Laura Palmer's Theme" dalla serie televisiva americana Twin Peaks. Il titolo è un riferimento a Killer Bob, un personaggio dello show.

## Video musicale
Il video musicale presenta il cantante principale degli Scooter, H.P. Baxxter, che rappa, mentre i Sheffield Jumpers saltano in vari luoghi del mondo. I Sheffield Jumpers sono stati effettivamente inviati in questi luoghi, come India, Giappone, Russia e Regno Unito. Vengono utilizzate anche riprese di concerti.

## Tracce
CD singolo
1. Jumping All Over the World (Radio Edit) – 3:46
2. Jumping All Over the World (Jacques Renault Club Mix) – 5:56
3. Jumping All Over the World (Extended Mix) – 5:43
4. Tribal Tango – 3:50
5. B.O.B. – 3:41

12" vinile
1. Jumping All Over the World (Extended Mix) – 5:43
2. Jumping All Over the World (Jacques Renault Club Mix) – 5:56

Download digitale
1. Jumping All Over the World (Radio Edit) – 3:46
2. Jumping All Over the World (Jacques Renault Club Mix) – 5:56
3. Jumping All Over the World (Extended Mix) – 5:43
4. Tribal Tango – 3:50

UK CD / UK Download
1. Jumping All Over the World (Radio Edit) – 3:46
2. Jumping All Over the World (Jacques Renault Club Mix) – 5:56
3. Jumping All Over the World (Extended Mix) – 5:43
4. Jumping All Over the World (Fugitives 80's Style Remix) – 5:53
5. Jumping All Over the World (Alex K Remix) – 6:35